# محوطه شماره ۶ بمپور
محوطه شماره ۶ بمپور مربوط به هزاره دوم قبل از میلاد است و در شهرستان ایرانشهر، بخش بمپور، دهستان بمپور غربی، ۱ کیلومتری غرب روستای سیدآباد واقع شده و این اثر در تاریخ ۲۲ آبان ۱۳۸۶ با شمارهٔ ثبت ۱۹۹۶۴ به‌عنوان یکی از آثار ملی ایران به ثبت رسیده است.